# 库尔诺勒
库尔诺勒（法語：Cournols，法語發音：[kuʁnɔl]）是法国多姆山省的一个市镇，属于克莱蒙费朗区。

## 地理
库尔诺勒（45°38'50"N, 3°1'59"E）面积10.76 平方千米，位于法国奥弗涅-罗讷-阿尔卑斯大区多姆山省，该省份为法国中南部省份，北起阿列省接壤，东临卢瓦尔省，南至上盧瓦爾省和康塔爾省，西接科雷兹省和克勒兹省。
与库尔诺勒接壤的市镇（或旧市镇、城区）包括：圣萨蒂南、艾达、奥卢瓦、圣内克泰尔。

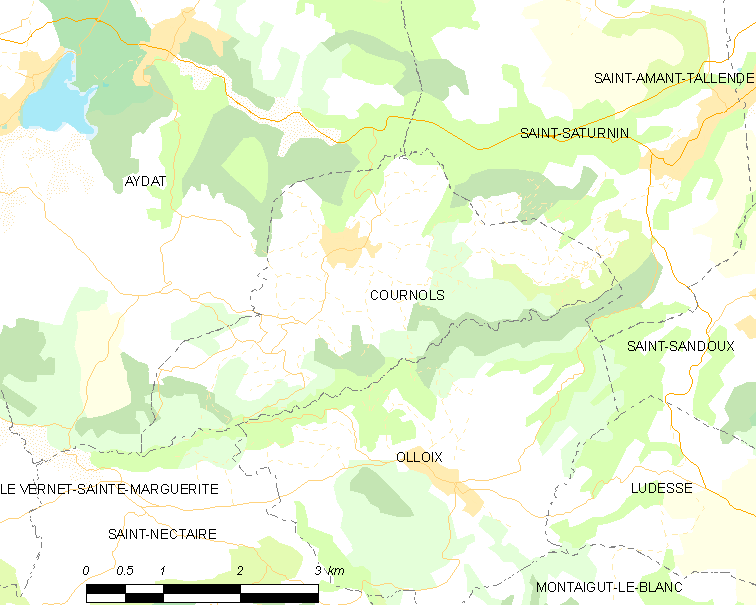
库尔诺勒的OSM定位图

库尔诺勒的时区为UTC+01:00、UTC+02:00（夏令时）。

## 行政
库尔诺勒的邮政编码为63450，INSEE市镇编码为63123。

## 政治
库尔诺勒所属的省级选区为奥尔西讷县。

## 人口

1962-2008年间库尔诺勒人口变化图示

库尔诺勒于2022年1月1日时的人口数量为230人。